# Frederik VI van Hessen-Homburg
Frederik VI Jozef Lodewijk Karel August van Hessen-Homburg (Homburg vor der Höhe, 30 juli 1769 - aldaar, 2 april 1829) was van 1820 tot aan zijn dood landgraaf van Hessen-Homburg. Hij behoorde tot het huis Hessen-Homburg.

## Levensloop
Frederik VI was de oudste zoon van landgraaf Frederik V van Hessen-Homburg uit diens huwelijk met Caroline, dochter van landgraaf Lodewijk IX van Hessen-Darmstadt. Hij werd samen met zijn jongere broer Lodewijk op religieus-humanistische wijze opgevoed. Ze studeerden samen in Genève, vooraleer Frederik zich aansloot bij het Oostenrijkse leger. Hij was pas negen toen hij in het Russische leger tot hopman in de infanterie werd benoemd, een functie die hij nooit daadwerkelijk uitoefende. Wel behield hij een goede band met de Russische keizerlijke familie.
Eenmaal in het Oostenrijkse leger werd hij hopman in het infanterieregiment von Stain. Frederik nam deel aan het onderdrukken van de Brabantse Omwenteling en vocht met het Oostenrijkse leger aan de zijde van Rusland in de Zesde Russisch-Turkse Oorlog. Bij de zege van de Oostenrijkers in Calafat bestormde hij aan het hoofd van de Toscaanse huzaren een vijandelijk kamp, wat hem op 13 december 1790 het ridderkruis van de Orde van Maria Theresia en een promotie tot majoor van een chevau-légerregiment opleverde. Vanaf 1792 diende hij in de Eerste Coalitieoorlog als opperluitenant in het kurassiersregiment Hohenzollern-Hechingen in Beieren. In 1794 bevorderd tot kolonel, was Frederik tot 1797 commandant van het Modena-chevauleger in Galicië. In 1796 werd hij met zijn regiment ingedeeld in het leger aan de Opper-Rijn en bij een gevecht bij Neuburg an der Donau raakte hij gewond. De Napoleontische oorlogen betekenden een steile opmars voor de als onverschrokken omschreven ruiteraanvoerder: als generaal-majoor en commandant van een cavaleriebrigade onder aartshertog Karel van Oostenrijk-Teschen in Zwaben nam hij in maart 1799 deel aan de Slag bij Stockach. In 1803 werd hij benoemd tot aanvoerder van het Vierde Huzarenregiment. Tijdens de Derde Coalitieoorlog werd hij in 1805 gepromoveerd tot veldmaarschalk-luitenant, diende hij als divisiecommandant onder veldmaarschalk Karl Mack von Leiberich, nam hij deel aan de Slag bij Elchingen en raakte hij gewond bij de verdediging van de br Donaubrug, waarbij hij in Franse gevangenschap belandde. In 1809 nam hij, opnieuw onder commando van Karel van Oostenrijk-Teschen, deel aan de Slag bij Aspern-Eßling en voerde hij een cavaleriedivisie in het reservekorps aan. Tijdens de Slag bij Wagram onderscheidde hij zich bij de verdediging van Aderklaa. In 1813 werd Frederik gepromoveerd tot cavaleriegeneraal en streed hij in de Slag bij Dresden. Daarbij voerde hij het bevel over de centrale linies die opereerden tussen Plauen en Strehlen. Tijdens de Slag bij Leipzig was hij bevelhebber van het reserveleger, maar raakte hij zwaargewond. Na zijn herstel nam hij in 1814 Dijon en Lyon in en werd hij opperbevelhebber van het zuidelijke leger. In 1815 werd hij onderscheiden met het commandeurskruis van de Orde van Maria Theresia. In 1819 nam hij afscheid uit de Oostenrijkse krijgsdienst met de rang van cavalerie-generaal.
Tijdens het Congres van Wenen regelden hertog Eduard August van Kent en Johann Isaak von Gering, de gezant van het landgraafschap Hessen-Homburg, het huwelijk van Frederik VI met prinses Elisabeth van Hannover (1770-1840), dochter van koning George III van het Verenigd Koninkrijk. Frederik was aanvankelijk niet van plan om te trouwen en moest van alle kanten overtuigd worden om naar Londen af te reizen, hetgeen hij in januari 1818 deed. Hij werd met open armen ontvangen, overhandigde in februari zijn schriftelijke huwelijksaanzoek en kreeg de steun van prins-regent George IV. Op 17 februari vond de verloving plaats, op 7 april gevolgd door de bruiloft in Buckingham Palace. Het was niet echt een liefdeshuwelijk, maar er was wel sprake van wederzijds respect tussen beide echtelieden. Elisabeth droeg een bruidsschat van 40.000 daalders aan het huwelijk bij en kreeg vanuit Engeland ook een jaarlijkse apanage van 1.300 pond. Omdat zowel Frederik als Elisabeth op het moment van hun huwelijk bijna vijftig waren, kregen ze geen kinderen.
Frederik VI volgde in januari 1820 zijn overleden vader op als landgraaf van Hessen-Homburg. Hij gebruikte het geld dat hij via zijn echtgenote had verkregen om de staatsfinanciën van Hessen-Homburg te saneren. Ook startte hij uitgebreide verbouwingswerken aan het Slot van Homburg, met onder andere de aanleg van een Engelse vleugel. Ook de eerstesteenlegging van het Gotische Huis en de heropbouw van het Heilig Graf op het kerkhof van Homburg dateerden uit deze tijd. Frederik stierf geheel onverwacht in april 1829 en werd bijgezet in de Crypte van het Slot van Homburg. Omdat hij geen nakomelingen had volgde zijn jongere broer Lodewijk hem op als landgraaf van Hessen-Homburg.
- Gemeinsame Normdatei: 130249416
- Virtual International Authority File: 13410861
- WorldCat: E39PBJf4dyQgCmJ6p9qqjQ7JXd